# Королівське місто (Річ Посполита)
Королівське місто (пол. Miasto królewskie) — історична адміністративно-територіальна одиниця, міста, розташовані на землях, що належать королеві так звана «Коронована земля» (пол. królewszczyźnie).

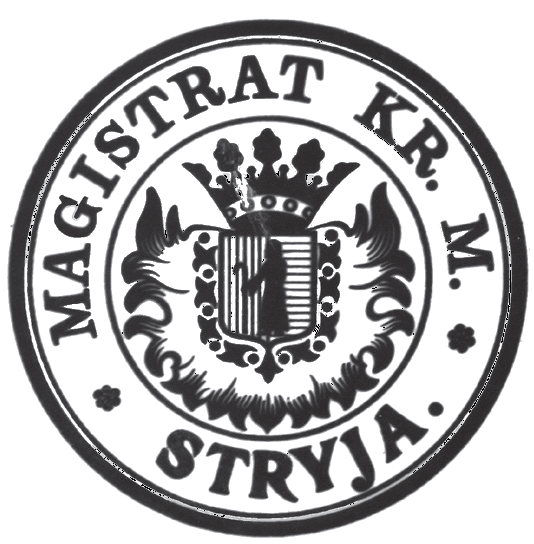
Печатка магістрату міста Стрия із надписом «MAGISTRAT KR. M. STRYJA» (Магістрат королівського міста Стрия)

Королівські міста окрім королівського титулу, на додаток могли ще мати приватні титули (наприклад, лицарське), або єпископське. Основна особливість королівського міста полягає в тому, що мешканці королівських міст користувалися більшою свободою, ніж мешканці інших міст. Жителі королівських міст могли подавати скарги і дезидерати, передусім люстрації староств в разі конфлікту зі старостою, чого були позбавлені мешканці приватних міст. Наприкінці XVIII століття появилася ще одна можливість заявити свої претензії передусім таким органам, як Департаменту Поліції Постійної Ради (пол. Departament Policji Rady Nieustającej), Комітету Поліції Обидвох Народів (пол. Komisja Policji Obojga Narodów) і судам комітету порядку (пол. sądy komisji porządkowych).
Закон про міста (повна назва в оригіналі пол. Miasta nasze królewskie wolne w państwach Rzeczypospolitej — Наші вільні королівські міста в складі Речі Посполитої), прийнятий в 1791 році, на практиці стосувався 141 королівських міст Першої Речі Посполитої і значно розширив привілеї буржуазії.
У світлі цього закону з 1775 року міста в Польщі класифікувалися за кількістю будинків і були розділені на три групи: вищі, нижчі і сільськогосподарські міста. До великих міст були класифіковані міста щонайменше із 300 будинками, в той час, як інші були класифіковані як сільськогосподарські.

## Деякі королівські міста Речі Посполитої

### Сучасні українські міста

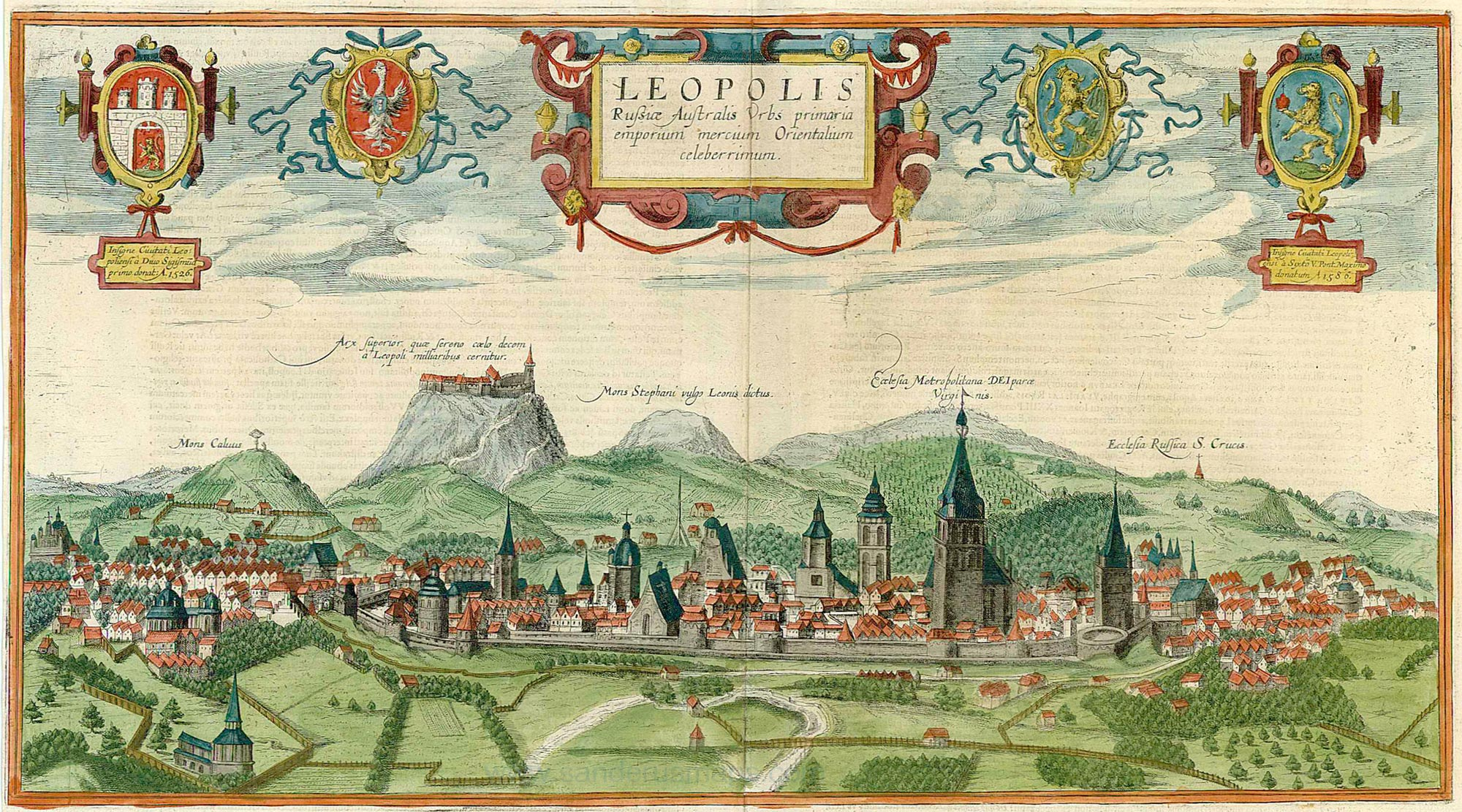
Львів у 17-му столітті

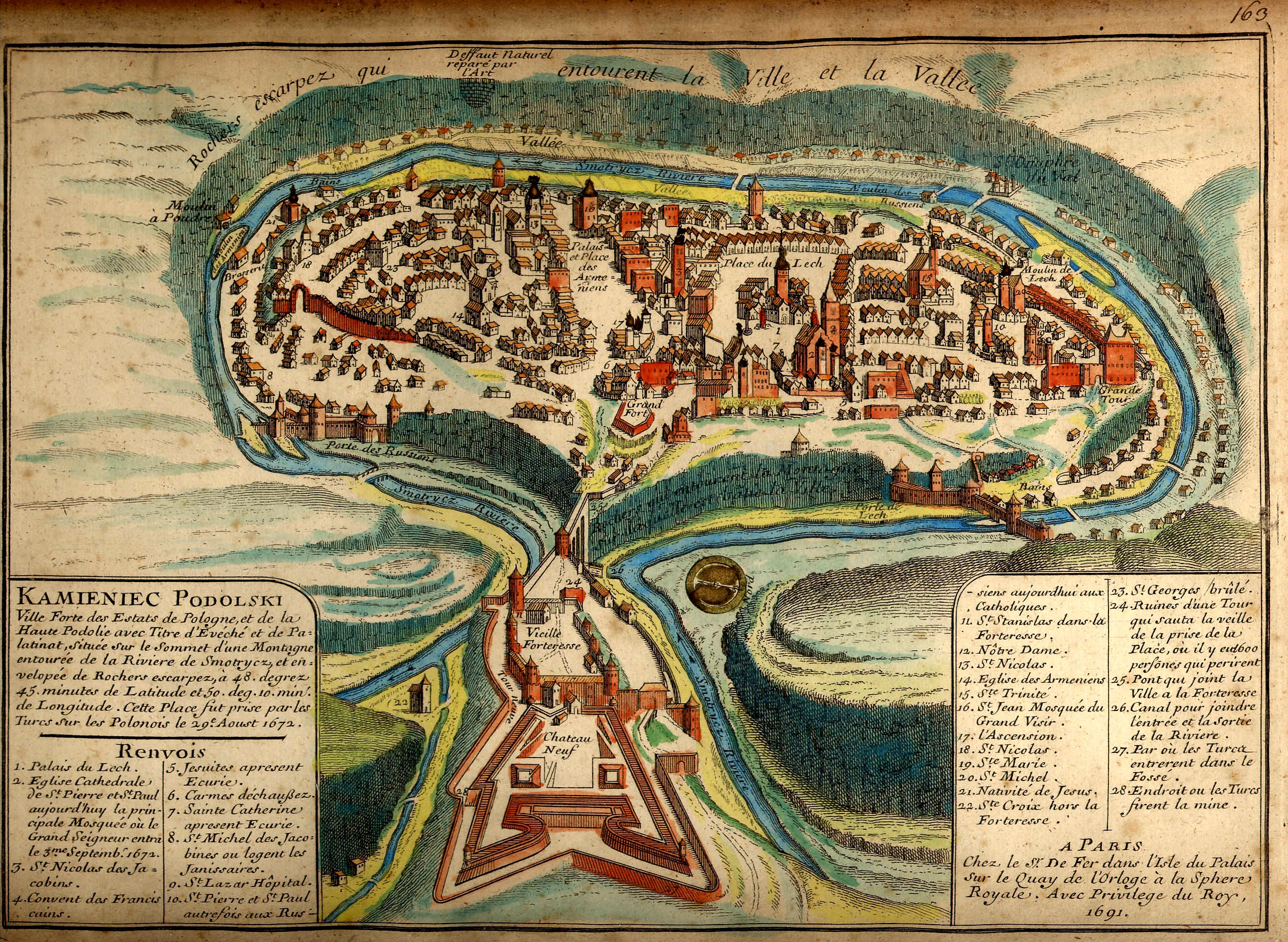
Кам'янець-Подільський у 17-му столітті

Сучасні українські міста, які в минулому мали статус Вільного королівського міста:
- Березань
- Бобровиця
- Богуслав
- Брацлав
- Буськ
- Вишнівка
- Вінниця
- Володимир
- Долина
- Дрогобич
- Гайсин
- Житомир
- Кам'янець (Кам'янець-Подільський)
- Київ
- Ковель
- Кременець
- Літин
- Луцьк
- Любеч
- Львів
- Миляновичі
- Миргород
- Переяслав
- Плоскирів (Хмельницький)
- Стрий
- Черкаси
- Яготин

### Сучасні польські міста

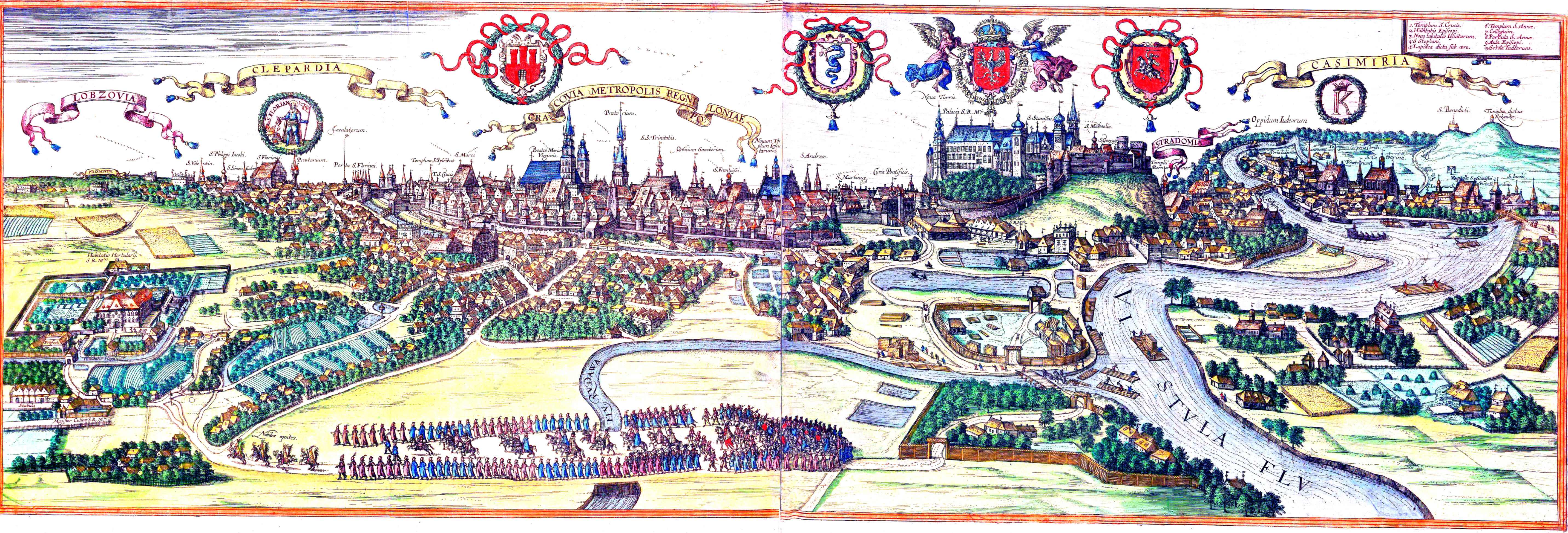
Краків, Клепар та Казимир у 17-му столітті — агломерація трьох королівських міст

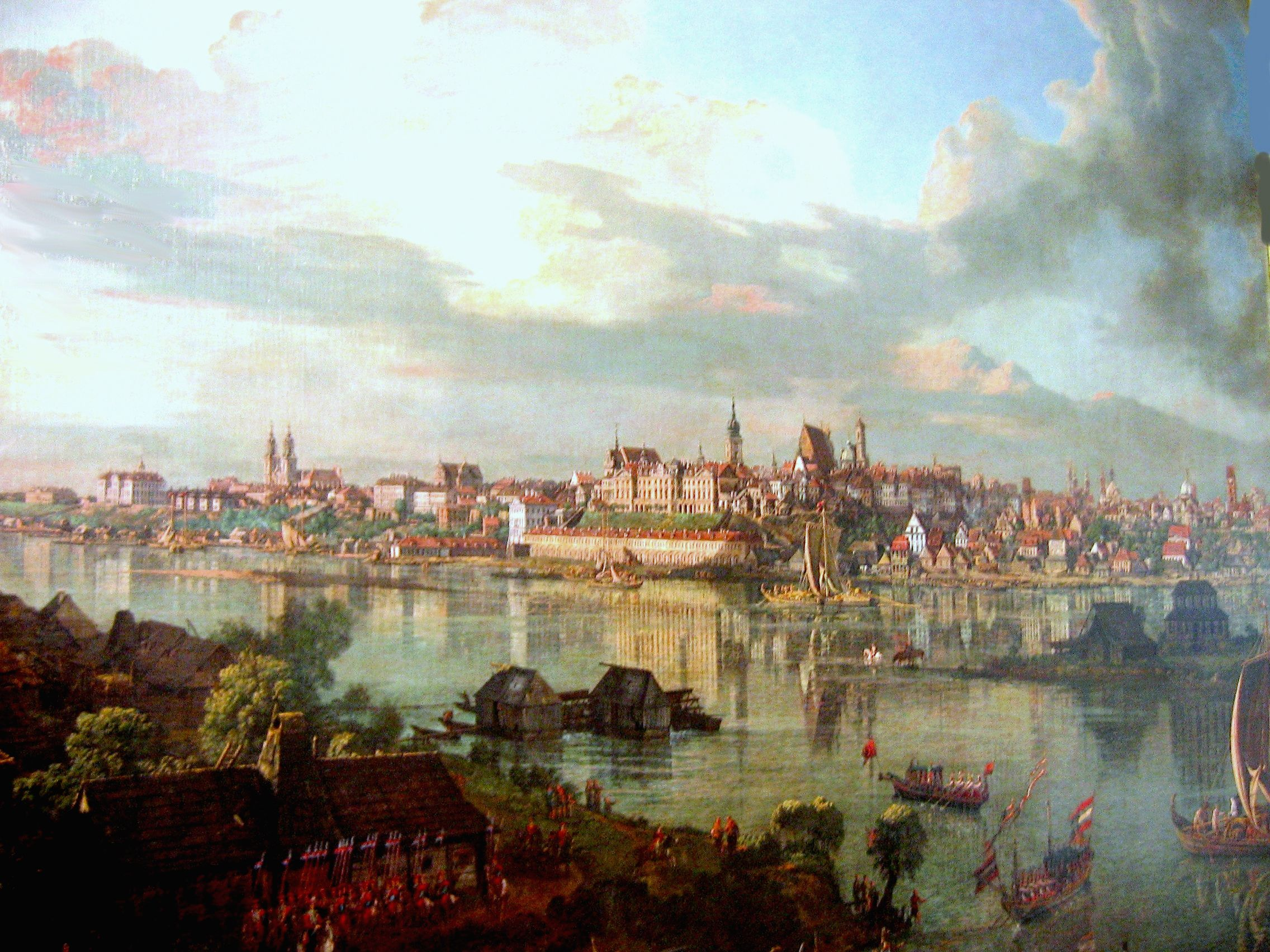
Варшава у 18-му столітті

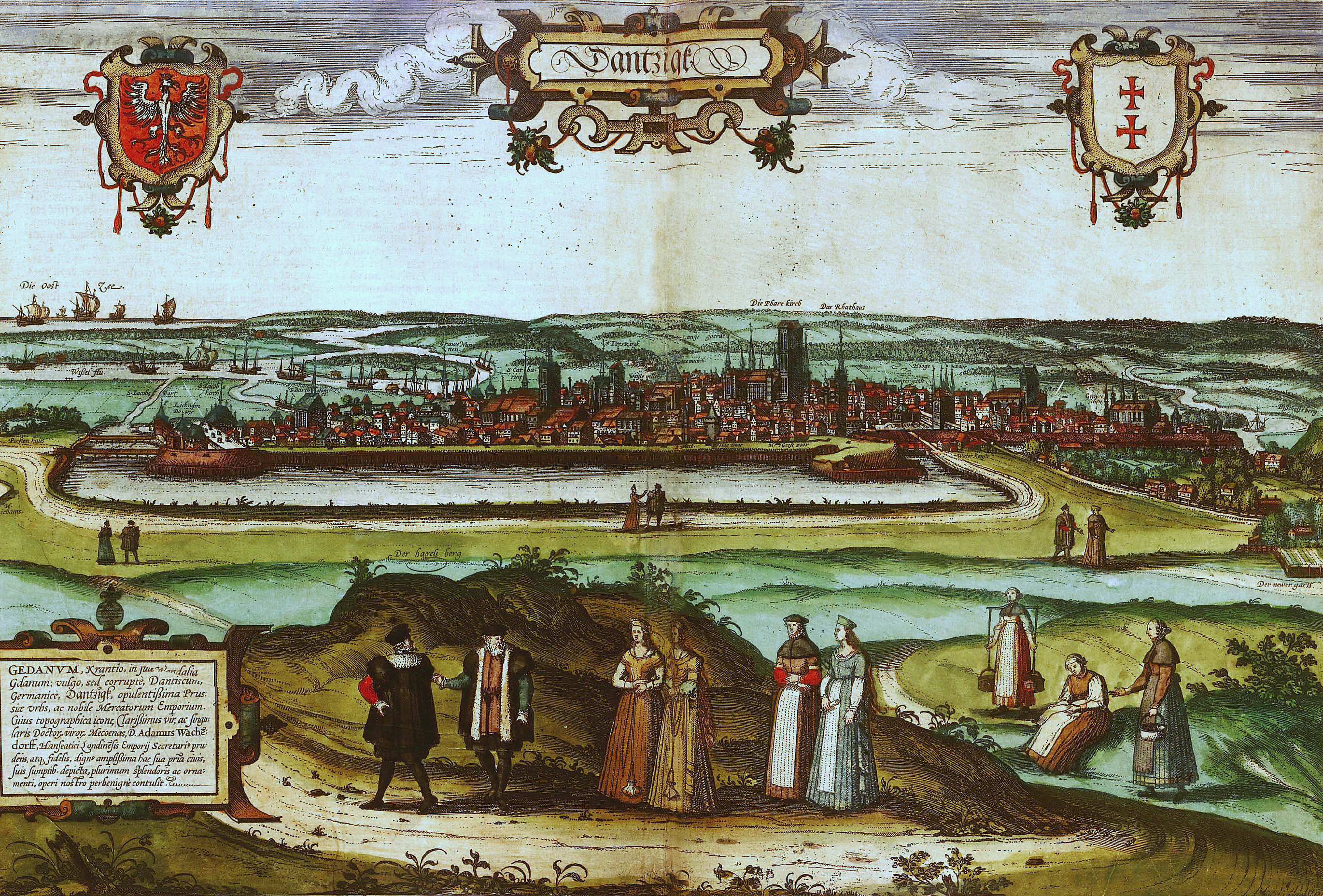
Гданськ у 16-му столітті

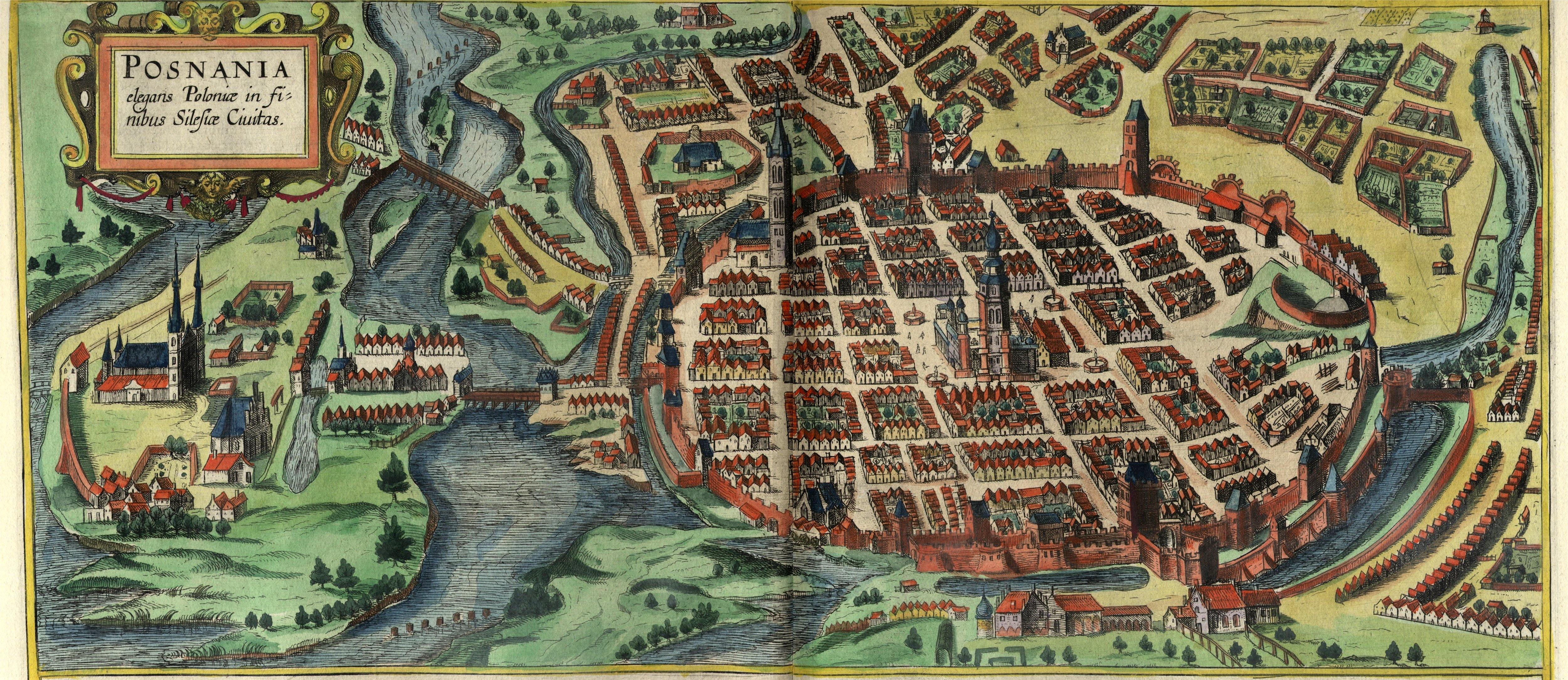
Познань у 17-му столітті

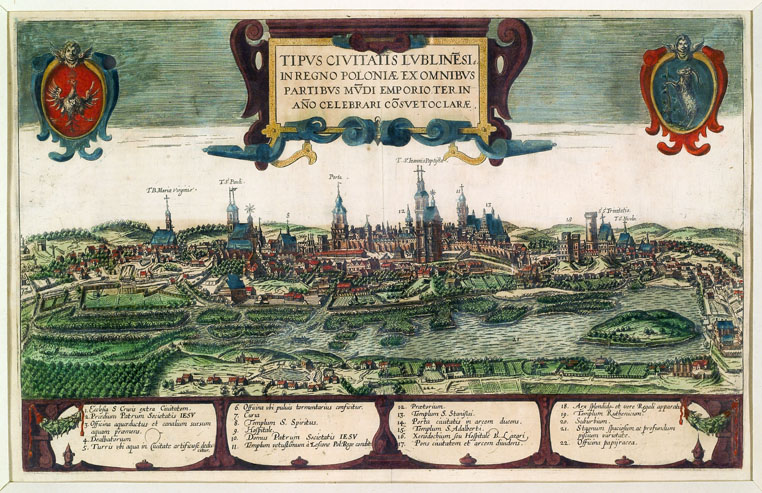
Люблін у 17-му столітті

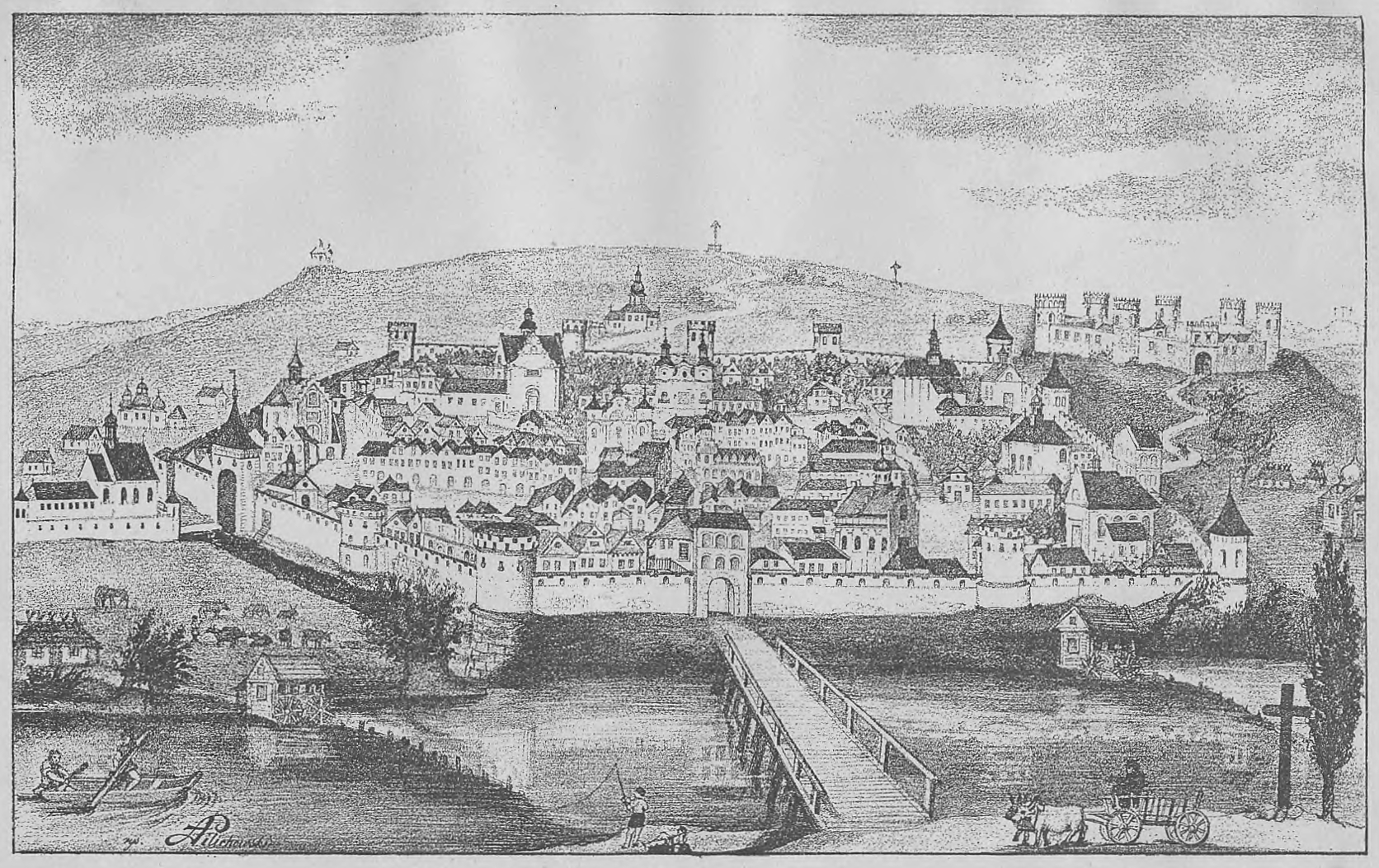
Перемишль у 17-му столітті

Сучасні польські міста, які в минулому мали статус Вільного королівського міста:
- Блонє
- Брест-Куявський
- Добринь-над-Віслою
- Варшава
- Гнізно
- Краків
- Клепар
- Казимир
- Гданськ
- Замбрів
- Кенти
- Познань
- Перемишль
- Торунь
- Холм
- Радом
- Люблін
- Новгород
- Дорогичин
- Казимир-Нижній
- Луків
- Кошиці
- Станиславів
- Сянік

### Сучасні білоруські міста

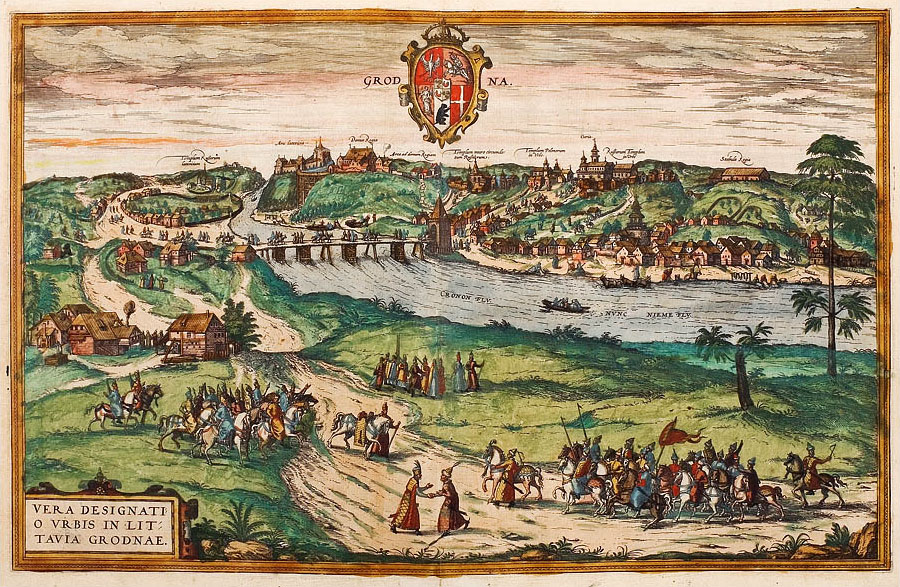
Городня у 16-му столітті

Сучасні білоруські міста, які в минулому мали статус Вільного королівського міста:
- Мінськ
- Городня
- Брест-Литовський
- Ліда

### Сучасні литовські міста
Сучасні литовські міста, які в минулому мали статус Вільного королівського міста:
- Вільнюс
- Тракай